# Anomalencyrtus
Anomalencyrtus är ett släkte av steklar. Anomalencyrtus ingår i familjen sköldlussteklar.
Kladogram enligt Catalogue of Life:
| Anomalencyrtus | \| \| Anomalencyrtus longicornis \| \| \| \| \| \| Anomalencyrtus paeones \| \| \| \| |
|                | \| \| Anomalencyrtus longicornis \| \| \| \| \| \| Anomalencyrtus paeones \| \| \| \| |
|                | Anomalencyrtus longicornis                                                            |
|                |                                                                                       |
|                | Anomalencyrtus paeones                                                                |
|                |                                                                                       |